# アブドゥルアズィーズ・イブン・サウード
アブドゥルアズィーズ・ビン・アブドゥルラフマーン・ビン・ファイサル・アール・サウード（アラビア語: عبد العزيز بن عبد الرحمن بن فيصل آل سعود, ラテン文字転写: Abdulaziz bin Abdulrahman bin Faisal Al Saud、1876年 - 1953年11月9日）は、ワッハーブ派イマーム（在位：1902年 - 1953年）、ヒジャーズ国王（在位：1926年1月8日 - 1931年）、ナジュド国王（在位：1927年 - 1931年）、ナジュド及びヒジャーズ国王（1931年 - 1932年）、初代サウジアラビア国王（在位：1932年 - 1953年）。アブドゥルアズィーズ・イブン・サウード、またはイブン・サウードの名で知られる。ワッハーブ派イマームとしてはアブドゥルアズィーズ2世、サウジアラビア国王としてはアブドゥルアズィーズ1世と呼ばれる。

## 生涯
アラビア中部のリヤド周辺にまで縮小し、且つラシード家のジャバル・シャンマル王国に実権を奪われていたサウード家の出身である。ワッハーブ派イマームである父が第二次サウード王国の実権を握っていたラシード家の勢力をリヤドから排除することに失敗し、1891年に一族とともに放浪した果てにクウェートに亡命。これにより、分裂して衰退していた第二次サウード王国は完全に滅亡する。
1901年、クウェートの大首長ムバーラク・ビン・サバーハ・アッ＝サバーハとジャバル・シャンマル王国のラシード家との戦いに参加し、別働隊としてリヤド攻略を担当するも、本隊の大敗により陥落させることが出来なかった。
1902年、22歳のときに40人の兵力でマスマク城に居を構えていたアジュラーン総督を討ち取りリヤドを奪還した（リヤドの戦い）。1914年から第一次世界大戦が始まると、連合国の1国であるイギリスに協力して力を蓄える。1919年にサウード家の勢力拡大が自身の独立に影響を与えると考え、ラシード家を影で支援していたクウェートのサリーム首長に業を煮やしたアブドゥルアズィーズはクウェートに侵攻するが、イギリスは空軍を派遣してけん制したために、彼はクウェート侵攻を諦めている。この様にイギリスはサウード家の勢力拡大に全面協力していたわけでなく、またサウード家を支援したのは専らイギリスでもジョン・フィルビーの所属したインド総督府であり、アラビアのロレンスが所属するイギリスのカイロ領事はハーシム家を支援していたが、アブドゥルアズィーズはイギリスとの戦力差をわきまえており、反抗することはなかった。1920年にはそのイギリスの支援を背景にして中部アラビアを支配下に置いた。
1921年にはラシード家を滅ぼし、1925年にはヒジャーズ王国をハーシム家より奪い、1927年にはイギリスとジッダ条約を結んでナジュド王国の独立を認めさせると共にイギリスとなおも友好関係を維持した。
1931年にはナジュド及びヒジャーズ王国の建国を宣言して、自らマリク（王）となった。

### サウジアラビア建国後
ナジュド及びヒジャーズ王国の建国の翌1932年には、サウジアラビア王国と国名を変更した。

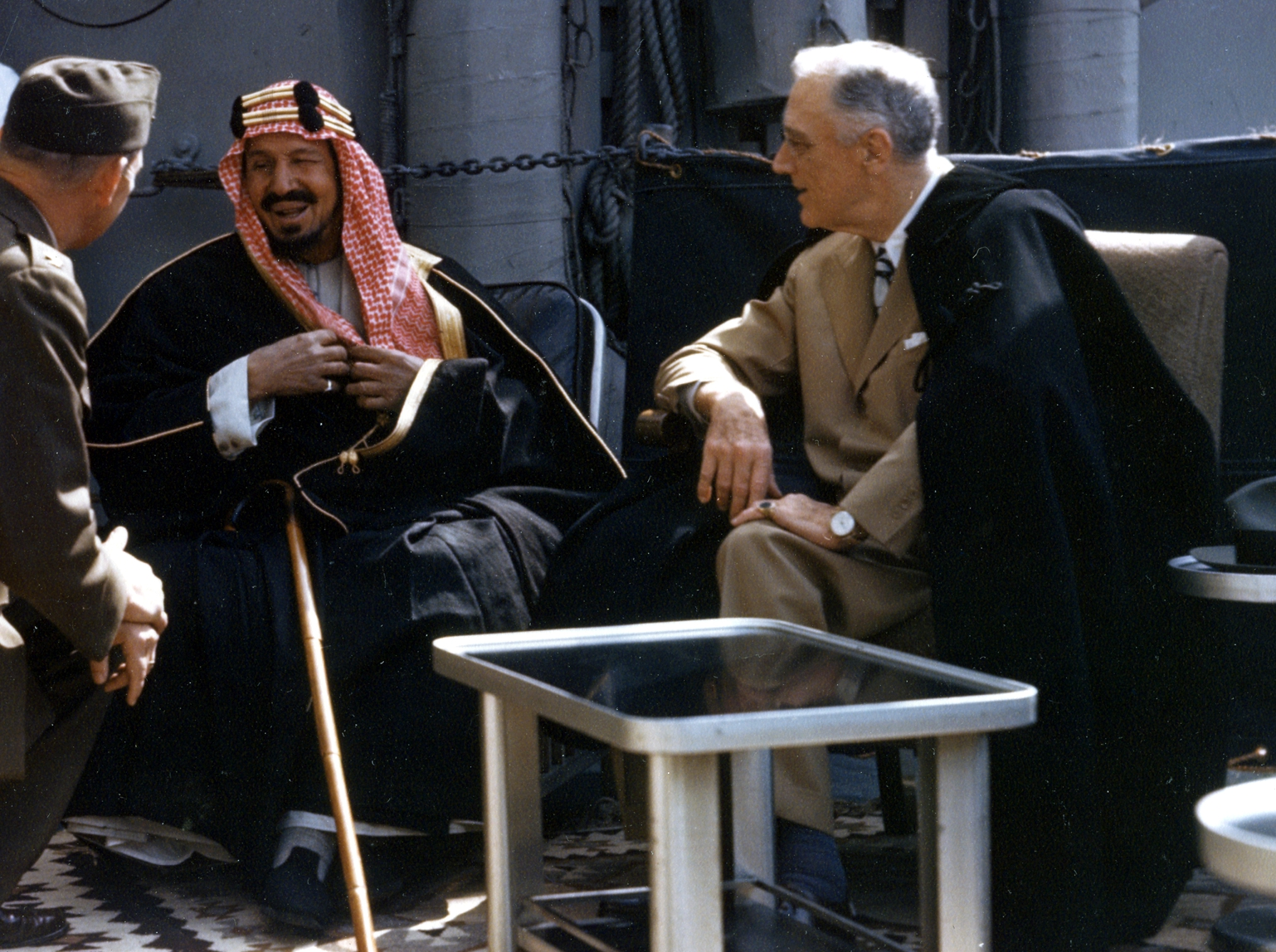
アメリカ合衆国のフランクリン・ルーズベルト大統領らと会談するイブン・サウード

1939年に勃発した第二次世界大戦においては、常にイギリスやアメリカ合衆国などと同じく連合国側の一員として行動する。1945年2月ヤルタ会談から米国に戻る途中のルーズベルト米國大統領とスエズ運河に停泊中の米巡洋艦上にて会見している。
大戦末期の1945年にはアラブ連盟に加盟する。1948年にはパレスチナ戦争が起こり、アブドゥルアズィーズもサウジ軍を派遣するが、国境を接しておらず、また米英との戦力差を熟知している故に米英のゴーサインが出ない紛争には介入しない方針だったために、パレスチナ問題にはあまり積極的ではなく、さらに自身同様にアラブ圏のリーダーを自認するエジプト王国やシリア、宿敵のハーシム家のアブドゥッラー1世が君臨するヨルダン・ハシミテ王国や同じくハーシム家のファイサル2世が君臨し元ヒジャーズ王族のアブドゥル＝イラーフが摂政であるイラク王国と歩調が合うはずもなくアラブ連合軍は敗北し、アラブ圏に自由将校団を中心とするアラブ民族主義共和制派の台頭を招くことになる。なお、アブドゥルアズィーズ・イブン・サウード本人はイスラエル建国についてフランクリン・ルーズベルトに「ユダヤ人が国を作りたいというのはもっともだが、ユダヤ人のナチス・ドイツからの迫害をどうこう言うならなぜドイツにその罪を償わせることを考えないのか。ユダヤ人が好む最良のドイツ領土を割譲させ、ドイツにユダヤ人国家を作ればいい」と述べたという。
これより先の1924年にホームズ少佐にアル＝ハサ地方の石油利権を与え、1928年の赤線協定が施行され、1933年にホームズ少佐からガルフ石油に移行した石油利権がカリフォルニア＝アラビアン・スタンダード石油に移って以降、アメリカ合衆国との関係が深まり、1938年にはアラムコにより、サウジアラビア初の油田が発見され、メッカ・メディナの2大聖地巡礼に代わる財源を確保。パレスチナ戦争後はアメリカ合衆国との協調関係がさらに進み、アメリカ合衆国から新鋭機械を導入するなどして自国内の油田開発に当たった。
宗教においても自身がイマームを務めるワッハーブ派のイスラム教（最も厳正で復古主義的）を国教として定めるなどして、サウジアラビア王国の基礎を築き上げた。
1953年11月9日、狭心症により崩御。宝算77。500リヤル紙幣に肖像が使用されている。

## 人物
- 身長2メートルの大男かつ怪力の持ち主で、武勇にも秀でていた。
- リヤドのサウード家がラシード家のムハンマド・イブン・アブドゥッラーに追われてクウェートにいたが、同じ頃、当時のクウェート首長のムハンマドの弟で、インドのボンベイから帰ってきていた後のムバーラク大首長はアブドゥルアズィーズ・イブン・サウードの才能に目を付け、彼に教育を施し、のちに秘書としたという。また、ムバーラクはサウード家に好意的であったという。
- 当時サウジアラビアでは厳格なワッハーブ派を国教としていたこともあり、イスラム教の刑罰に基づき泥棒は右手首を切り落とすという厳罰をとっていた(ハッド刑も参照)。アメリカ人はこの厳罰を止めるように度々諫言するが、「罪を償わせるために何年も牢屋に入れるのと、いましめのために手首を斬って釈放するのと、果たしてどちらが個人の自由を尊重しているのか？」と答えて、刑法を改めることはなかった。
- 晩年、顧問官のユースフ・ヤシーンから、歴史書を読むことを薦められたとき、「私は史書を紐解いたりはしない。私の額には歴史そのものが刻まれているからだ。」と言ったという。
- 血縁をことのほか重視するアラブ社会において有力部族の部族長の娘に子どもを産ませるため、100回以上の結婚を余儀なくされた[5]。最後の男子が生まれたのは71歳の時であった。

## 家族

### 父母
- 父：アブドゥルラフマーン・イブン・ファイサル・アル・サウード（第二次サウード王国最後の王。1928年死去）
- 母：サラ・スデイリ（ダワシールの首長、アハマド・スデイリの娘）

### 兄弟
- ファイサル（1870年 - 1890年）
- ファハド（1875年 - ?）
- ムハンマド（1880年 - 1903年）
- サアド（? - 1916年）
- アブドゥッラー（1900年 - ?）
- アフマド（1917年 - ?）
- アブドゥル・ムスフィン（1910年代 - ?）
- ムサイード（1922年 - ?）
- サアド（1920年代 - ?）

### 妻妾
当時のアラビア半島のイスラム社会では、女性は家系図などにも記載されないことが一般的であり、また、妻は原則としてハレムの奥に控えて公式の場に出ないため、妻に関しては記録が乏しい部分が多く、人数についても諸説ある。同様の理由により娘の人数と名前も記録が乏しい。
当時のアラビア半島のイスラム社会では、異教徒たる配偶者は妻ではなく妾として扱われたこと、奴隷制の下で女奴隷である女性が存在していたこと、権利義務関係について条件付きの婚姻であるミシャー婚が存在していたこと、東部州ではシーア派独自のムトア婚が認められていたこと、部族ごとに異なる部族習慣法に基づく婚姻とイスラム法に基づく婚姻とが混在していたことなどから、婚姻にかかる事実関係が複雑であった。また、歴史研究家によってはミシャー婚の相手を妾と呼ぶ場合もある。これらの事情から、どこまでの範囲の人物を妻と呼ぶことができるのかは必ずしも明確ではない。
一説には41人の妻がいるとされるが、そのうち8人は奴隷の身分で出自や本名が明確ではなく、妻のうち12人は後に離婚しているとされる。その一方で、4人の妻と4人の妾と4人の女奴隷がいたとする資料もある。有力部族の部族長の娘に子どもを産ませるため、100回以上の結婚を余儀なくされたとも言われているため、百数十にも及ぶ主要部族全てに妻が居たとすれば百数十人の妻が居たことになる。
記録が明確なのは後の国王と王位継承者達を産んだ4人の妻であり、彼女たち4人を正妻と見る場合もある。
以下では記録が明確な妻を挙げる。
- ワドハー・ビント・ムハンマド・アル＝ウライイル（アラビア語版）
  - アル＝ハサ地方を支配するバニー・ハーリド族の娘でトルキーとサウードの母
- タルファ・ビント・アブドゥッラー・アール・アッシャイフ（アラビア語版）
  - ワッハーブ派の始祖ムハンマド・イブン・アブドゥルワッハーブの末裔（Al ash-Sheikh）でありファイサルの母
- ハッサ・ビント・アフマド・アッ＝スデイリー
  - スデイリ族の族長アハマッド・イブン・ムハンマド・スデイリの娘でファハドとサルマーンを含む8人の母でサウジアラビアの7人の権力者となった「スデイリー・セブン」（英語版）の母である。
- ファハダ・ビント・アル＝アースィー・アッ＝シュライム（英語版）
  - シャッマル族の娘で元はラシード家（英語版）頭首の妻だったが夫の死後に結婚している。第6代国王アブドゥッラー・ビン・アブドゥルアズィーズの母

### 子息
子供は89人いるとされ、うち男子は52人、女子は37人とされる。そのうちの1903年に夭折したハーリドを除いた36人の男子が王位継承権を獲得していた。

太字 は、国王に就任した人物。
1. トルキー（1900年 - 1919年）
2. サウード（1902年 - 1969年） 第2代サウジアラビア国王
3. ファイサル（1906年 - 1975年） 第3代サウジアラビア国王
4. ムハンマド（1910年 - 1988年） 生前の一時期は皇太子の地位にあった。
5. ハーリド（1913年 - 1982年） 第4代サウジアラビア国王
6. ナーセル（1913年 - 1984年）
7. サアド（1915年 - 1993年）
8. マンスール（1918年 - 1951年）
9. ファハド（1921年 - 2005年） 第5代サウジアラビア国王、スデイリー・セブン
10. バンダル（1923年 - ）
11. ムサーイド（1923年 - 2013年） （第3代国王ファイサルを暗殺した）ファイサル・ビン・ムサーイドの父
12. アブドゥッラー（1924年 - 2015年） 第6代サウジアラビア国王
13. アブドゥルムフスィン（1925年 - 1985年）
14. ミシュアル（1926年 - 2017年）
15. スルターン（1928年 - 2011年） スデイリー・セブン、生前は皇太子の地位にあった。
16. アブドゥッラフマーン（1931年 - 2017年） スデイリー・セブン
17. ムトイブ（1931年 - ）
18. タラール（1931年 - ） 王位継承権を放棄
19. ミシャーリー（1932年 - 2000年）
20. バドル（1932年 - 2013年）
21. ナウワーフ（1932年 - 2015年）
22. トルキー（1932年 - 2016年） スデイリー・セブン
23. ナーイフ（1934年 - 2012年） スデイリー・セブン、生前は皇太子の地位にあった。
24. ファワーズ（1934年 - 2008年）
25. サルマーン（1935年 - ） スデイリー・セブン、第7代サウジアラビア国王兼首相
26. サーミル（1937年 - 1958年）
27. マージド（1938年 - 2003年）
28. アブドゥルイラーフ（1939年 - ）
29. マムドゥーフ（1940年 - ）
30. サッターム（1941年 - 2013年）
31. ハズルール（1942年 - 2012年）
32. アブドゥルマジード（1942年 - 2007年）
33. マシュフール（1942年 - ）
34. アフマド（1942年 - ） スデイリー・セブン
35. ムクリン（1945年 - ） 元皇太子兼副首相
36. ハムード（1947年 - 1994年）

### 孫
夭折した1人を除き第2世代の直系男子が36人おり、その子供の孫世代が多数いるため、ここでは主な人物についてのみ記載する。
- サルマーン内閣の閣僚と元閣僚
  - ムハンマド・ビン・サルマーン（1985年 - ） サルマーンの子、皇太子 兼 首相 兼 経済開発評議会議長
  - マンスール・ビン・ムトイブ（1952年 - ）　ムトイブの子、国務大臣、国王顧問
  - ムトイブ・ビン・アブドゥッラー（1952年 - ） アブドゥッラーの子、元国家警備大臣
  - アブドゥルアズィーズ・ビン・サルマーン（1960年 - ） サルマーンの子、国務大臣（エネルギー問題担当）
  - ムハンマド・ビン・ナーイフ（1959年 - ） ナーイフの子、元皇太子 兼 副首相 兼 内務大臣 兼 政治・安全保障評議会議長
  - サウード・アル＝ファイサル（1940年 - 2015年） ファイサルの子、元国務大臣、元国王特別顧問兼特使、元外交担当特別顧問、元外務大臣
- 知事
  - ハーリド・アル＝ファイサル（1940年 - ） ファイサルの子、マッカ州知事
  - ファイサル・ビン・バンダル（1943年 - ）　バンダルの子、リヤード州知事
  - サウード・ビン・ナーイフ（1956年 - ）　ナーイフの子、東部州知事
  - ファイサル・ビン・サルマーン（1970年 - ）　サルマーンの子、マディーナ州知事
- その他
  - トゥルキー・アル＝ファイサル（1945年 - ） ファイサルの子、元総合情報庁長官、元駐米大使
  - バンダル・ビン・スルターン（1949年 - ） スルターンの子、元駐米大使、元総合情報庁長官、元国家安全保障会議事務局長
  - アル・ワリード（1955年 - ） タラールの子、キングダム・ホールディング・カンパニーオーナー

### 曾孫
曾孫についても孫の項目同様に特に有名な人物のみ記載する。
- ハーリド（1978年 - ） アルワリードの子
- アブドゥルアジーズ・ビン・サウード（1983 - ）サウードの子、ナーイフの孫、内務大臣